# Chirocephalus sibyllae
Chirocephalus sibyllae är en kräftdjursart som beskrevs av Cottarelli och Mura 1975. Chirocephalus sibyllae ingår i släktet Chirocephalus och familjen Chirocephalidae. Inga underarter finns listade i Catalogue of Life.